# Фрустрационная теория агрессии
Фрустрационная теория агрессии (теория фрустрации-агрессии) — теория агрессии, предложенная Джоном Доллардом, Нилом Миллером, Леонардом Дубом, Орвалом Маурером и Робертом Сирсом в 1939 году и далее разработанная Нилом Миллером в 1941 году и Леонардом Берковицем в 1969 году. Теория гласит, что агрессия является результатом блокирования или фрустрирования усилий человека, направленных на достижение цели.
В первоначальной формулировке в гипотезе утверждалось, что фрустрация всегда предшествует агрессии, и агрессия является неизбежным следствием фрустрации. Н. Миллер и Р. Сирс переформулировали гипотезу, предполагая, что, хотя фрустрация создает необходимость реагировать, агрессия является только одним из нескольких возможных результатов. Таким образом, переформулированная гипотеза гласит, что, хотя фрустрация побуждает к поведению, которое может быть или может не быть агрессивным, любое агрессивное поведение является результатом фрустрации, определяя фрустрацию недостаточным, но необходимым условием для агрессии.
Гипотеза пытается объяснить, почему люди проявляют агрессию, пытается объяснить причину насилия. По словам Д. Долларда и его коллег, фрустрация — это «состояние, которое возникает, когда целевая реакция страдает от вмешательства», а агрессия определяется как «действие, целевой реакцией которого является нанесение вреда организму (или его замене)». Теория говорит, что фрустрация вызывает агрессию, но когда объект не может противостоять источнику фрустрации, агрессия перемещается на невинную цель. Например, если человек испытывает неуважение и унижение на работе, но он не может ответить на оскорбления из-за страха потерять работу, он может пойти домой и выместить свой гнев на свою семью. Эта теория также используется для объяснения беспорядков и революций, которые, как полагают, вызваны более бедными и более обездоленными слоями общества, которые могут выразить свое разочарование и гнев через насилие.
В то время как некоторые исследователи подвергли критике гипотезу и предложили смягчающие факторы между фрустрацией и агрессией, несколько эмпирических исследований смогли подтвердить гипотезу изначальном виде. В 1989 году Л. Берковиц расширил гипотезу, предположив, что отрицательный аффект и личные качества играют основную роль в том, провоцирует ли разочарование агрессивное поведение.

### История
Фрустрационная теория агрессии появилась в 1939 году в форме монографии, опубликованной Институтом человеческих отношений Йельского университета. Йельскими психологами, стоящими за монографией, были Джон Доллард, Леонард Дуб, Нил Миллер, О. Х. Маурер и Роберт Сирс. Книга основана на многих исследованиях, проведенных группой учёных. Исследования затрагивали различные дисциплины, например, психологию, антропологию и социологию. Работа «Фрустрация и агрессия» (1939) повлияла на подтверждение теорий агрессивного поведения. Их теория применима как к людям, так и к животным. Книга вызвала многочисленные споры о субъекте, что привело к публикации более чем 7 статей, критикующих новую теорию, в журналах «Психологический обзор» и «Чтение в социальной психологии». Многие социологи отвергли довольно строгое определение фрустрационных реакций, а также само определение концепции фрустрации. К 1941 году Йельская группа изменила свою теорию, подвергшись влиянию многочисленной критики и исследований, опубликованных другими психологами.
В 1989 году Л. Берковиц опубликовал статью «Фрустрационная гипотеза агрессии: исследование и переформулировка», в которой рассматривал несоответствия в эмпирических исследований, направленных на проверку гипотезы, а также её критику. Он предложил модификацию гипотезы, которая бы учитывала негативное влияние и индивидуальные атрибуции. После этого Йозеф Брейер и Мальте Элсон опубликовали полный общий обзор фрустрационной теории агрессии. Авторы утверждают, что, несмотря на большое количество эмпирических исследований, в которых изучается связь между фрустрацией и агрессивным поведением, наблюдается снижение числа исследований, которые конкретно относятся к гипотезе фрустрации-агрессии. Й. Брейер и М. Элсон предполагают, что полезно использовать гипотезу фрустрации-агрессии в качестве теоретического основания для литературы об агрессии и что эта теория может найти новые применения в других областях, таких как психология СМИ.

### Переформулировка и дополнения к гипотезе
В 1941 году Йельская группа разъяснила свое первоначальное утверждение о том, что «проявление агрессивного поведения всегда предполагает наличие фрустрации и, наоборот, что наличие фрустрации всегда приводит к некоторой форме агрессии». В таком виде вторая часть этой гипотезы может заставить читателей думать, что следствием фрустрации может быть только агрессия, то есть не допускает возможности, что могут возникнуть и другие реакции. Йельская группа переформулировала гипотезу следующим образом: «фрустрация является побуждением к ряду реакций различных типов, одним из которых является агрессия». С этой новой формулировкой исследователи оставили больше места для идеи, что агрессивные ответы — не единственные, которые могут возникнуть, когда человек испытывает фрустрацию. Другие побуждения, такие как страх наказания, могут перевесить и даже ослабить побуждения к агрессии, пока те не исчезнут, что объясняет ситуации, когда фрустрация не ведет к прямой агрессии.
В своей статье, опубликованной в 1941 году, Грегори Бейтсон рассматривал гипотезу фрустрации-агрессии с культурной точки зрения. По его словам, культура сама по себе повлияла на гипотезу, поскольку гипотеза относилась к поведению человека, которое всегда формируется и зависит от окружающей среды, будь это социальная или культурная среда. Он заявил, что людям с такой культурой проще приспособить эту гипотезу к череде нейтральных или фрустрирующих событий, которые ведут к удовлетворению целей. Это относится к европейской культуре и к культуре ятмулов. Однако сложнее применить гипотезу к балийской культуре. Действительно, балийских детей учат получать удовольствие, удовлетворение на этапах, которые ведут к их целям, не делая кульминацией удовлетворения достижение самих целей. Следуя той же мысли, Артур Р. Коэн считал, что социальные нормы так же являются важным фактором того, будет ли агрессия следовать за фрустрацией. В 1955 году он опубликовал результаты проведенного им исследования, в котором приняли участие 60 учениц, которые показали, что люди реже демонстрируют агрессию, когда подчеркиваются социальные стандарты. Более того, он основывался на том, что ранее заявляли исследования Л. Дуба и Р. Сирса, что демонстрация агрессивного поведения будет зависеть от предвкушения наказания. Действительно, результат А. Коэна показал, что люди реже демонстрировали агрессию по отношению к источнику фрустрации, если последний был авторитетной фигурой. Он также исследовал заявление Николаса Пасторе о том, что агрессия скорее последует в случае произвольного контекста, чем в случае не произвольного, и пришел к тем же выводам.

#### Фактор обоснованности
Теория фрустрации и агрессии изучалась с 1939 года, и в неё были внесены изменения. Д. Дилл и К. Андерсон провели исследование, в ходе которого изучалось, отличается ли враждебная агрессия в обоснованных и необоснованных состояниях фрустрации по сравнению с контрольным состоянием, которое не вызывает фрустрации. Задача исследования требовала, чтобы участники изучали и изготавливали птицу оригами. Экспериментальная процедура включала в себя этап обучения и этап складывания. На этапе обучения участнику с партнёром было показано, как складывать птицу только один раз. Фаза складывания была рассчитана по времени, и каждый субъект должен был сделать птицу в одиночку как можно быстрее и точнее. В любых условиях экспериментатор начинал предъявлять инструкции преднамеренно быстро. Условия различались в зависимости от того, как экспериментатор ответил на просьбу партнёра о замедлении. В состоянии контроля без фрустрации экспериментатор извинился и замедлился. В необоснованном состоянии фрустрации экспериментатор показал свое желание уйти как можно быстрее по личным причинам. В обоснованном состоянии фрустрации экспериментатор выявил необходимость как можно быстрее очистить помещение из-за требований супервизора. Затем испытуемым были предоставлены вопросники об их уровнях агрессии, а также вопросники о компетентности исследовательского персонала. Им сказали, что эти опросники будут определять, получат ли сотрудники исследовательской работы финансовую помощь или устные выговоры и сокращение финансовых вознаграждений. Вопросы, представленные в опроснике, были разработаны таким образом, чтобы отражать компетентность и привлекательность исследовательского персонала. Д. Дилл и К. Андерсон обнаружили, что участники в необоснованном состоянии фрустрации оценивали научный персонал как менее способный и менее симпатичный, зная, что это повлияет на их финансовое положение. Группа обоснованной фрустрации оценила персонал как менее симпатичный и менее компетентный, чем контрольная группа, но выше по обеим оценочным шкалам, чем участники необоснованной фрустрации. Авторы пришли к выводу, что необоснованная фрустрация приводит к более высокому уровню агрессии по сравнению с обоснованной, которая, в свою очередь, приводит к более высокому уровню агрессии по сравнению с ситуациями, не вызывающими фрустрации.

#### Переформулировка Леонарда Берковица
В 1964 году Леонард Берковиц заявил, что для проявления агрессии необходимо иметь стимул агрессии. Затем в 1974 и 1993 годах он переосмыслил гипотезу фрустрации-агрессии в теорию, которая устранила важность агрессивных сигналов для агрессивного поведения. То есть чрезвычайно агрессивный субъект проявит агрессию, даже если сигнал агрессии отсутствует. Наиболее провокационной теорией, представленной Берковицем, является гипотеза «агрессивных сигналов», утверждающая, что для маленьких детей предыдущее воздействие любых предметов или событий, таких как игрушечного оружия, демонстрирующие эффекты разрушения, будет работать в качестве агрессивных сигналов, и будет повышать вероятность агрессивного поведения. В модификации гипотезы фрустрации-агрессии Берковица говорилось, что агрессивное поведение происходит из-за внутренних причин, таких как гнев, агрессивные привычки и внешние раздражители. Эта теория помогают объяснить причины, из-за который появляется агрессия, но не очень хорошо объясняют процедуру превращения агрессивных наклонностей в агрессивные стимулы.
В своей статье, опубликованной в 1980 году, Леонард Берковиц дополнительно обсудил взаимосвязь между фрустрацией и уровнем агрессии, добавив различие между внутренней и внешней реакцией на фрустрацию. В своей первой части эксперимента он обнаружил, что для обоих типов фрустрации (обоснованной и необоснованной) по сравнению с контрольной группой, которая успешно выполнила задание, внутренняя реакция измеряется по частоте сердечных сокращений и оценке трех 21-ступенчатых биполярных шкал и показывает высокий уровень. Тем не менее, нет существенной разницы внутренней реакции между группами, испытавшими обоснованную и необоснованную фрустрацию. Для 2-й части эксперимента, когда предыдущие 2 группы, испытывающие обоснованную и необоснованную фрустрацию, сталкиваются с невинным партнером для выполнения нейтральной задачи, группа с предыдущим необоснованным разочарованием проявляет большую внешнюю реакцию — откровенно наказательные действия по отношению к невинному партнеру, чем группа, испытывшая предыдущую обоснованную фрустрацию.

### Нейробиологические факторы
Некоторые исследования показали, что фрустрирующие, а также пугающие события могут вызывать чувство агрессии. Это связано с тем, что одна из наших нейронных систем отвечает за выполнение основных ответных реакций на угрозу. Одной из основных реакций этой системы является агрессия. Система состоит из миндалевидного тела, переходит в гипоталамус и, наконец, в серо-периакведуальное вещество (ПАГ). Если говорить подробнее, исследования показывают, что когда кто-то находится под угрозой или под влиянием некоторых раздражителей, части нашей лобной коры, а именно наши орбитальная, медиальная и вентролатеральная части лобной коры работают в тандеме с нашей системой реагирования на угрозу — миндалина-гипоталамус-ПАГ. Проще говоря, угрожающие события генерируют больше потенциалов действий в областях лобной коры, которые затем передаются на систему "Миндалина-гипоталамус-ПАГ". Именно в этой базовой системе реагирования на угрозы решение о том, какая реакция должна производиться, основывается на информации, полученной из областей лобной коры. Есть различные градации и реакции, которые могли бы завладеть животным в случае неприятного события. Это не показало, что мешает основным схемам на уровне нейронов, однако это подразумевает, что определённые стимулы генерируют больше потенциалов действия, чем другие, и, следовательно, более сильные реакции, чем другие. При таких условиях животные показывают иерархию реакций с момента начала неприятного события. Например, когда воспринимаются низкие уровни опасности, система реагирования на угрозу вызывает замирание у животного; более близкие субъекты угрозы порождают акт бегства из окружающей среды и, наконец, там, где источник угрозы находится так близко, что побег больше не является вариантом, система схем угроз вызовет реактивную агрессию у животного. Это означает, что чем ближе фрустрирующий стимул, тем больше шансов, что наши базовые системы реагирования будут активированы и, соответственно, приведут к определённому поведению. Кроме того, некоторые исследования показали, что «люди с повышенной восприимчивостью к фрустрации показывают большую активность в этих областях [миндалина-гипоталамус-ПАГ] в ответ на фрустрирующие события по сравнению с людьми с меньшей восприимчивостью». Это исследование показывает, что люди, которые расстраиваются легче, чем другие, проявляют большую активность в лобной коре и в системе миндалина-гипоталамус-ПАГ, которая заставляет нас действовать, давая достаточно сильный стимул.

### Эмпирические исследования
В одном исследовании, проведенном Кевином Уильямсом, изучалось влияние насильственного содержания и фрустрации на игровой процесс и оценивалось, как эти факторы связаны с агрессивной личностью (то есть чертой враждебности). В его исследовании были собраны данные от 150 студентов колледжа мужского пола. Исследование состояло из двух этапов. Первый этап длился 45 минут и проходил в большой группе. На этом этапе участникам было предложено заполнить серию анкет, в которых оценивались их игровые привычки и агрессия. Вторым этапом была индивидуальная сессия для каждого участника. На этом этапе участники играли в видеоигры, и выполнялось одно из четырёх условий: 1) видеоигра с насильственным контентом в режиме низкой фрустрации / нефрустрации, 2) видеоигра с насильственным контентом в режиме фрустрации, 3) видеоигра с ненасильственным контентом в режиме низкой фрустрации / нефрустрации и 4) видеоигра с ненасильственным контентом в режиме фрустрации. Как часть фрустрирующих условий, участники были проинформированы о том, что их результаты будут сравниваться с другими участниками и что более высокая производительность будет вознаграждена подарочной картой в 100 долларов. После этого участники заполнили анкету, аналогичную первой. В конечном счете, это исследование показало, что воздействие агрессивного контента влияло на агрессивные реакции участников при игре в видеоигры. Так же было обнаружено, что фрустрация в игровом процессе столь же сильно, если не больше, сказывается на агрессивных реакциях участников. Участники, которые были подвержены насилию и были фрустрированы игрой, показали самые высокие результаты черты враждебности.
В другом исследовании, проведенном Джессикой Шекман и Сетом Поллаком, проверялось влияние физического насилия над детьми на их реактивную агрессию. Авторы проверили взаимосвязь между индивидуальными различиями в обработке социальной информации, историей физического жестокого обращения, негативным влиянием ребёнка и их агрессивным поведением. Исследование собрало данные от 50 мальчиков через государственные школы Мэдисона, штат Висконсин. В рамках этой выборки 17 детей в прошлом подвергались физическому насилию. Семьи посетили два отдельные сеанса, проходивших в лаборатории. В первом сеансе участвовали дети, выполняющих эмоциональное задание, в то время как их нервные реакции записывались с помощью фиксации связанных с событиями потенциалов (ССП). После этого задания родители и дети участвовали в полуструктурированном диадическом взаимодействии, в ходе которого исследователи оценивали направленную на детей враждебность родителей во время 10-минутного взаимодействия. Семьи затем возвращались в лабораторию в промежуток между вторым и двадцатым днями для прохождения второго сеанса эксперимента. На втором занятии детей попросили принять участие в провокационном задании, которое должно было вызвать ответную агрессивную реакцию. Все семьи получили 50 долларов за участие. Авторы сообщают, что дети, подвергшиеся жестокому обращению, проявляли большее негативное влияние и агрессивное поведение по сравнению с детьми, которые не подвергались физическому насилию. Эта связь была обусловлена вниманием детей к сердитым лицам, соответствующе измерениям ССП. В конечном счете, эти данные свидетельствуют о том, что физическое жестокое обращение с детьми приводит к тому, что у детей нарушается регуляция их негативного аффекта и агрессии.

### Критика
Публикация «Фрустрация и агрессия» вызвала критику со стороны нескольких ученых, включая бихевиористов, психологов и психиатров. Например, Д. Сьюард, который изучал поведение крыс, предположил, что агрессия также может быть вызвана борьбой за доминирование, которая для него отличалась от фрустрации. Е. Дурбин и Д. Боулби, наблюдая за обезьянами и детьми, выделили причины выделить три категории драк. В то время как одной из категорий была фрустрация, две другие были классифицированы как споры из-за владения и обиды на вторжение незнакомца. Обращаясь к этой критике, Л. Берковиц предположил, что корень спора вокруг гипотезы фрустрации-агрессии в отсутствии общего определения фрустрации. Он утверждал, что если фрустрация определяется как реакция на блокирование влечения или прерывание какой-либо последовательности внутренней реакции, эти различные причины агрессии фактически попадают под определение фрустрации.
Более поздние исследования были направлены больше на уточнение гипотезы, а не на отрицание её правильности. В одном из более ранних исследований, после публикации книги Д. Долларда и др., Николас Пасторе утверждал, что гипотеза должна проводить различие между произвольными и непроизвольными ситуациями, так как непроизвольные ситуации уменьшают агрессивность реакции. В этом исследовании участникам выборки из 131 студента колледжа было представлено устное описание двух типов ситуаций, произвольных и непроизвольных. Один из примеров произвольной ситуации — водитель автобуса намеренно не остановился перед испытуемым, когда тот стоял на автобусной остановке. Непроизвольная ситуация описывалась так: когда мимо испытуемого проезжает нужный автобус, но помеченный и идущий в депо. Результаты исследования показали, что произвольность ситуации является важным фактором, вызывающим агрессивное поведение в фрустрирующих ситуациях, и произвольные ситуации вызывают больше агрессии.
Опираясь на работу Н. Пасторе, в своем эмпирическом исследовании 1955 года Артур Коэн подтвердил, что произвольность ситуации влияет на уровень агрессивности. Однако исследование также подтвердило его гипотезу о том, что в гипотезе фрустрации-агрессии необходимо учитывать ещё два фактора. Этими факторами являются социальные нормы и отношения с фрустрирующим объектом. В этом исследовании 60 участников-добровольцев оценивали 14 утверждений об уровне прогнозируемой агрессивности. А. Коэн обнаружил, что люди склонны реагировать менее агрессивно, если расстраивающий объект является авторитетной фигурой, а не другом, и что люди реагируют на разочарование с меньшей агрессией, если этого требуют социально принятые нормы. Л. Берковиц обратился к этой критике в своей статье 1989 года и предположил, что фрустрация и агрессия, возникают тогда, когда люди думают, что их сознательно и ошибочно удерживают от достижения ими цели.
Некоторые источники предполагают, что эмпирическая поддержка невелика, хотя исследователи занимались ей более шестидесяти лет. Кроме того, эта теория предполагает, что фрустрированные, предубежденные люди должны действовать более агрессивно по отношению к внешним группам, против которых они предубеждены, но исследования показали, что на самом деле они более агрессивны по отношению ко всем.
Гипотеза фрустрации-агрессии подразумевает, что агрессия сопровождается или вызывается чувством фрустрации, как это было предложено Йельской группой. Однако испытуемые в некоторых исследованиях показали, что не реагируют агрессивно на фрустрацию, учитывая их личную, моральную и образовательную базу. Например, индийская культура использует сатьяграху, что означает «ненасильственное сопротивление». Махатма Ганди проиллюстрировал эту технику, которая, по сути, осуждает принципы теории фрустрации и агрессии, поскольку он удерживает себя от ощущения этих врожденных желаний.
Действительно, гипотеза не принимает во внимание индивидуальность людей. По словам Л. Диксона и Р. Джонсона, два человека могут по-разному реагировать на одни и те же раздражители. Например, некоторые могут реагировать агрессивно, когда едут по шоссе, будучи подрезанными другой машиной, тогда как другие с другим темпераментом могут на это не реагировать. Тем не менее, авторы теории предполагают, что если два разных человека получают одинаковые раздражители, они будут реагировать одинаково или одинаково агрессивно.
Гипотеза Йельской группы не объясняет, почему агрессивное поведение может проявляться в разных социальных средах без предварительной провокации или фрустрации. Однако, согласно Д. Гроссу, люди могут потерять свое чувство уникальности в массовых социальных контекстах, потому что это имеет тенденцию деиндивировать их. Например, люди могут вести себя агрессивно, когда они находятся со своими друзьями или в большой толпе (например, наблюдая за игрой в хоккей), но могут не вести себя агрессивно, когда они находятся одни (например, наблюдая за игрой в одиночку). Когда люди оказываются в толпе, они с большей вероятностью теряют чувствительность к своим собственным действиям и с меньшей вероятностью берут на себя ответственность. Это явление известно как деиндивидация.